# Königsläufergambit
|   | a | b | c | d | e | f | g | h |   |
| 8 |   |   |   |   |   |   |   |   | 8 |
| 7 |   |   |   |   |   |   |   |   | 7 |
| 6 |   |   |   |   |   |   |   |   | 6 |
| 5 |   |   |   |   |   |   |   |   | 5 |
| 4 |   |   |   |   |   |   |   |   | 4 |
| 3 |   |   |   |   |   |   |   |   | 3 |
| 2 |   |   |   |   |   |   |   |   | 2 |
| 1 |   |   |   |   |   |   |   |   | 1 |
|   | a | b | c | d | e | f | g | h |   |

Die Grundstellung des Königsläufergambits
Beim Königsläufergambit handelt es sich um eine Variante des Königsgambits, einer Eröffnung des Schachspiels. Das Königsläufergambit zählt zu den Offenen Spielen und wird in den ECO-Codes unter C33 klassifiziert.
Die Ausgangsposition wird nach 1. e2–e4 e7–e5 2. f2–f4 e5xf4 3. Lf1–c4 erreicht.
Das Königsläufergambit stellt die wichtigste Alternative zum Königsspringergambit 3. Sg1–f3 dar. Bis heute dauert die Auseinandersetzung darüber an, welcher der beiden genannten Züge dem Weißspieler im Königsgambit bessere Angriffschancen einräumt.
Der Grundgedanke des Läuferzuges besteht darin, dass Weiß das Damenschach auf h4 zulässt, weil sein König über das Fluchtfeld f1 verfügt und die schwarze Dame anschließend unter Zeitverlust zurückgetrieben werden kann, zum Beispiel nach Sg1–f3. Das Schach der schwarzen Dame auf h4 erweist sich daher als zweischneidig.
Das Eröffnungssystem ist gekennzeichnet durch kompliziertes Spiel. In einigen Varianten gibt Schwarz seinen Extrabauern zugunsten einer schnellen Entwicklung zurück. Schwarz hat im dritten Zug verschiedene Antworten zur Verfügung, neben dem klassischen Dd8–h4+ u. a. das sofortige Gegenopfer d7–d5 oder Sb8–c6.
Das Königsläufergambit kann als Muster einer scharfen Gambiteröffnung des 19. Jahrhunderts angesehen werden. Das bekannteste Beispiel ist die sogenannte Unsterbliche Partie zwischen Adolf Anderssen und Lionel Kieseritzky, London 1851. Dort wurde ebenso wie in einer Schaupartie zwischen Nigel Short und Garri Kasparow im Jahr 1993 das Bryan-Gegengambit (3. … Dd8–h4+ 4. Ke1–f1 b7–b5) gespielt.
Als einer der größten Kenner des Königsläufergambits galt der tschechische Schachmeister Rudolf Charousek, dem der Schriftsteller Gustav Meyrink in seinem Roman Der Golem folgendes Zitat in den Mund legte:
Diesmal wird es ein Königsläufergambit sein. Da gibt es keinen einzigen Zug bis zum bittern Ende, gegen den ich nicht eine verderbliche Entgegnung wüsste. Wer sich mit mir in ein solches Königsläufergambit einlässt, der hängt in der Luft, sage ich Ihnen, wie eine hilflose Marionette an feinen Fäden, – an Fäden, die ich zupfe, – hören Sie wohl, die ich zupfe, und mit dessen freiem Willen ist's dahin.

## Varianten

### Seltene Varianten
3. … Lf8–e7. Nun führt 4. Sg1–f3 zum Cunningham-Gambit. Stattdessen kann Weiß mit 4. Dd1–h5!? oder 4. d2–d4 eigenständige Varianten wählen, die als günstiger gelten als der Übergang zum Cunningham-Gambit
3. … f7–f5 ist das Lopez-Gianutio-Gegengambit oder Nordische Gegengambit, welches erstmals in der Partie Adolf Anderssen gegen Louis Eichborn 1854 in Eichborns Geburtsstadt Breslau gespielt wurde. Ausführlich analysiert wurde es von Sörensen 1873 in der Nordischen Schachzeitung.
3. … h7–h6 möchte mit nachfolgendem … g7–g5 und … d7–d6 eine Festung errichten. Weiß sollte die Entwicklung seines Springers g1 nach f3 noch zurückhalten um auf … g7–g5 mit h2–h4 antworten zu können, ohne … g5–g4 befürchten zu müssen.
3. … d7–d6 4. Sg1–f3 führt zur Fischer-Verteidigung des Königsspringergambits. Mit 4. Sb1–c3 und 4. d2–d4 kann Weiß eigenständige Varianten des Königsläufergambits wählen.
3. … Sg8–e7 wurde von Ivan Sokolov eingehend analysiert und von ihm und Wilhelm Steinitz auch angewandt. Die Idee ist mit nachfolgendem … Se7–g6 den Bauern auf f4 zu verteidigen.
|   | a | b | c | d | e | f | g | h |   |
| 8 |   |   |   |   |   |   |   |   | 8 |
| 7 |   |   |   |   |   |   |   |   | 7 |
| 6 |   |   |   |   |   |   |   |   | 6 |
| 5 |   |   |   |   |   |   |   |   | 5 |
| 4 |   |   |   |   |   |   |   |   | 4 |
| 3 |   |   |   |   |   |   |   |   | 3 |
| 2 |   |   |   |   |   |   |   |   | 2 |
| 1 |   |   |   |   |   |   |   |   | 1 |
|   | a | b | c | d | e | f | g | h |   |

3. … b7–b5: Das Bryan-Gambit
3. … b7–b5 soll den Läufer auf c4 von der Diagonale a2–g8 ablenken. Der Zug war im 19. Jahrhundert sehr beliebt und führte zu zweischneidigen Stellungen. Es gibt zahlreiche Beispiele für schnelle weiße oder schwarze Siege. Die Variante wird teilweise als Bryan-Gambit bezeichnet, nach Thomas Jefferson Bryan der sie als erstes analysiert haben soll. Die erste Partie von 1841 stammt von Kieseritzky der sie gegen Desloges anwandte. Auch die Unsterbliche Partie zwischen Andersen und Kieseritzky begann mit dieser Variante. Die Idee den Läufer durch ein Bauernopfer abzulenken kommt auch im Evans-Gambit vor.

3. … g7–g5?! gilt als schlechte Verteidigung. Schwarz orientiert sich dabei am Königsspringergambit, in dem dieser Zug als der stärkste gilt. Weiß sollte mit 4. h2–h4! antworten.

### Moderne Verteidigung
|   | a | b | c | d | e | f | g | h |   |
| 8 |   |   |   |   |   |   |   |   | 8 |
| 7 |   |   |   |   |   |   |   |   | 7 |
| 6 |   |   |   |   |   |   |   |   | 6 |
| 5 |   |   |   |   |   |   |   |   | 5 |
| 4 |   |   |   |   |   |   |   |   | 4 |
| 3 |   |   |   |   |   |   |   |   | 3 |
| 2 |   |   |   |   |   |   |   |   | 2 |
| 1 |   |   |   |   |   |   |   |   | 1 |
|   | a | b | c | d | e | f | g | h |   |

3. … d7–d5: Die moderne Verteidigung
3. … d7–d5 wird als moderne Verteidigung bezeichnet und gilt als eine der besten Verteidigungen gegen das Königsläufer- und Königsspringergambit. (Im Königsspringergambit wird der Zug 3. … d7–d5 ebenfalls als moderne Verteidigung bezeichnet.) Sie gibt den Mehrbauern zurück, öffnet eine Läuferdiagonale und lockt den Lc4 nach d5 um ihn nach 4. Lc4xd5 Sg8–f6 abtauschen zu können. Zugumstellungen mit 3. … Dd8–h4+ 4. Ke1–f1 d7–d5 sind möglich.
- 4. e4xd5 gilt als eher günstig für Schwarz. Diese Stellung kann auch durch Zugumstellung aus dem Falkbeer-Gegengambit erreicht werden: 1. e2–e4 e7–e5 2. f2–f4 d7–d5 3. exd5 exf4 oder über das Königsspringergambit in dem Weiß der Zug Lc4xd5 nicht zur Verfügung steht. 4. … Dd8–h4+ 5. Ke1–f1 Lf8–d6!
- 4. Lc4xd5 vermeidet, dass der Läufer durch einen Bauern auf d5 blockiert wird. Außerdem ermöglicht er den Übergang in eine gute Variante des Königsspringergambits.
  - 4. … Dd8–h4+ 5. Ke1–f1 und nun hat Schwarz die Wahl zwischen 5. … Sg8–f6, 5. … c7–c6, 5. … Lf8–d6 und 5. … g7–g5.
  - 4. … Sg8–f6 wird am häufigsten gezogen.
    - 5. Sb1–c3 wird von der Theorie bevorzugt, führt aber laut Johansson zu einem "technischen" Spiel, das den meisten Anziehenden vermutlich nicht liegt, aber bei korrektem Spiel für Weiß vorteilhaft sein sollte.
    - 5. Ld5–c4!?
    - 5. Sg1–f3 wurde erstmals von Paul Morphy und Greenway 1858 gespielt (gemeinsam mit Weiß).

### 3. … Dd8–h4+ 4. Ke1–f1
|   | a | b | c | d | e | f | g | h |   |
| 8 |   |   |   |   |   |   |   |   | 8 |
| 7 |   |   |   |   |   |   |   |   | 7 |
| 6 |   |   |   |   |   |   |   |   | 6 |
| 5 |   |   |   |   |   |   |   |   | 5 |
| 4 |   |   |   |   |   |   |   |   | 4 |
| 3 |   |   |   |   |   |   |   |   | 3 |
| 2 |   |   |   |   |   |   |   |   | 2 |
| 1 |   |   |   |   |   |   |   |   | 1 |
|   | a | b | c | d | e | f | g | h |   |

Stellung nach 3. … Dd8–h4+ 4. Ke1–f1
Dies war im 19. Jahrhundert die Hauptvariante. Schwarz kann mit dem Damenschach auch noch einen Zug warten und 4. … Dd8–h4 5. Ke1–f1 spielen, was meist Zugumstellung darstellt. Weiß hat nun das Rochaderecht verloren und sein König steht ungünstig, kann aber auch nicht mehr angegriffen werden. Dafür kann Weiß die schwarze Dame angreifen und so mehrere Tempi gewinnen. Emanuel Lasker bezeichnete die Zugfolge 3. … d7–d5 4. Lc4xd5 Dd8–h4+ als Widerlegung des Königsläufergambits, was aber heute nicht mehr ernst genommen wird. Es entstehen zweischneidige Positionen, die beiden Spielern Chancen geben. Grundsätzlich gilt, dass Weiß nicht sinnlos die schwarze Dame angreifen sollte (z. B. mit Sg1–f3), nur weil er dazu in der Lage ist. Durch Züge wie …g7–g5 oder Sg8–f6 verbaut Schwarz seiner Dame den Rückweg nach d8 oder e7, sodass ein nachfolgender Angriff auf die Dame an Stärke gewinnt. Das Zurückhalten des Springers hat auch den Vorteil, dass die weiße Dame nach f3 ziehen kann und den Zug g2–g3 mit Angriff auf die schwarze Dame ermöglicht. Nach weiterem … fxg3, h2xg3 deckt die weiße Dame den Turm auf h1 und die schwarze Dame muss wegziehen. Mit einem Springer auf f3 könnte sie einfach den Turm schlagen. Der Zug g2–g3 ermöglicht es auch, den weißen König nach g2 zu ziehen und anschließend Th1–f1 folgen zu lassen. Da die Schwarze Dame auf h4 das Feld c7 nicht mehr verteidigt, ist auch Sb1–c3–b5/d5–c7 eine Idee, die den schwarzen König und Turm aufgabelt.
3. … Dd8–h4+ 4. Ke1–f1
- 4. … d7–d5 führt zur modernen Verteidigung (Abschnitt "seltene Verteidigungen")
- 4. … b7–b5 führt zum Bryan-Gambit (Abschnitt "seltene Verteidigungen")
- 4. … c7–c6 ist ein flexibler Zug der viele schwarze Aufbauten ermöglicht.
  - 5. Sg1–f3 Dh4–e7!? Von hier kann die Dame helfen eine Festung auf den dunklen Feldern zu errichten, ohne selbst angegriffen zu werden.
  - 5. d2–d3 ist ein sehr vorsichtiger und solider Zug.
  - 5. Sb1–c3 Sg8–f6
  - 5. d2–d4 d7–d6
- 4. … Sg8–f6 Dieser Zug bringt die Idee …Sf6–g4/e4 gefolgt von …Dh4–f2# ins Spiel. Weiß sollte daher sofort mit 5. Sg1–f3! die schwarze Dame angreifen. Auf 5. Sb1–c3? Sf6–g4 6. Sg1–h3 (deckt f2)  6. … c7–c6 hat Schwarz eine gute Stellung erreicht.
  - 5. … Dh4–h5 Von der Theorie wird nun der kaum gespielte Zug 6. Dd1–e1 empfohlen. Johansson empfiehlt stattdessen das simple 6. Sb1–c3
  - 5. … Dh4–h6 und nun 6. d2–d4 oder 6. Sb1–c3.
  - 5. … Dh4–g4? scheidet aus wegen 6. Lc4xf7+ Ke8–e7 (6. … Ke6xf7?? 7. Sf3–e5+ mit Damengewinn)
- 4. … d7–d6. Nun hat Weiß die Wahl zwischen 5. d2–d4 und 5. Sb1–c3 was in den meisten Fällen nach wenigen Zügen in denselben Stellungen resultiert.
- 4. … g7–g5 war ein im 19. Jahrhundert beliebter Zug der aber heute praktisch gar nicht mehr gespielt wird. Mit 5. Sb1–c3 kann Weiß ausnutzen, dass die schwarze Dame nicht mehr nach d8 zurückkehren kann, um das Feld c7 zu verteidigen.

### 3. … c7–c6
|   | a | b | c | d | e | f | g | h |   |
| 8 |   |   |   |   |   |   |   |   | 8 |
| 7 |   |   |   |   |   |   |   |   | 7 |
| 6 |   |   |   |   |   |   |   |   | 6 |
| 5 |   |   |   |   |   |   |   |   | 5 |
| 4 |   |   |   |   |   |   |   |   | 4 |
| 3 |   |   |   |   |   |   |   |   | 3 |
| 2 |   |   |   |   |   |   |   |   | 2 |
| 1 |   |   |   |   |   |   |   |   | 1 |
|   | a | b | c | d | e | f | g | h |   |

Stellung nach 3. … c7–c6 4. Sb1–c3 d7–d5 5. e4xd5 Dd8–h4+ 6. Ke1–f1 f4–f3 7. d2–d3 fxg2+ 8. Kf1xg2
Die direkte Vorbereitung des Gegenstoßes im Zentrum mittels 3. … c7–c6 soll nach 4. Sb1–c3 d7–d5 5. e4xd5 Dd8–h4+ 6. Ke1–f1 den Abzug f4–f3 erreichen. Weiß kann der chaotischen Stellung entgehen, indem er 4. Sg1–f3 zieht. Nach 3. … c7–c6 sind Zugumstellungen ins Nimzowitsch-Gegengambit möglich.
- 4. Sg1–f3
  - 4. … d7–d5!? ist ein Versuch, den Springer auf g8 noch zurückzuhalten und flexibel entwickeln zu können. Es ist jedoch unklar welche Seite davon profitiert. Weiteres 5. exd5 cxd5 6. Lc4–b3 Sg8–f6 7. d2–d4 führt zur Hauptvariante der Jänisch-Bogoljubov-Verteidigung.
  - 4. … Sg8–f6 führt nach weiterem 5. Sb1–c3 zu einer Stellung die üblicherweise über 3. … Sg8–f6 erreicht wird.
  - 4. … h7–h6 versucht zu einer Stellung zu gelangen die der Hanstein-Verteidigung aus dem Königsspringergambit gleicht.
- 4. Sb1–c3 erlaubt Schwarz mit 4. … d7–d5 eine Variante zu wählen die Johansson als "Vogelscheuchen-Verteidigung" bezeichnet, da sie womöglich zahlreiche Spieler davon abhält das Königsläufergambit zu wählen.
  - 4. … Sb8–f6 leitet über zur Jänisch-Bogoljubov-Verteidigung.
  - 4. … h7–h6 versucht ebenfalls zur Hanstein-Verteidigung überzuleiten die mit 5. Sg1–f3 erreicht wird. Stattdessen sollte Weiß den Springer g1 noch zurückhalten um auf …g7–g5 mit h2–h4! antworten zu können.
  - 4. … d7–d5 5. exd5 Dd8–h4+ 6. Ke1–f1 f4–f3 Nun greift die schwarze Dame den Läufer c4 an. Weiß kann sich mit 7. d2–d3 oder 7. d2–d4 verteidigen. In beiden Fällen kann Schwarz fortsetzen mit 7. … fxg2+ 8. Kf1xg2 und der weiße König steht ungeschützt. Weiß erhält jedoch die Initiative, die es Schwarz nicht ermöglicht die schwache Stellung des Königs auszunutzen.

### 3. … Sg8–f6
Als solideste Verteidigung des Schwarzen gilt der Zug 3. … Sg8–f6, welcher der Vorbereitung eines Gegenstoßes im Zentrum mittels c7–c6 und d7–d5 dient. Simon Williams empfiehlt gegen diesen Plan die Überleitung zur Jänisch-Bogoljubov-Verteidigung mit 4. Sb1–c3 c7–c6 5. d2–d4.
4. d2–d3 verteidigt den Bauern e4 und gilt als sehr solide aber auch als wenig gefährlich für Schwarz. Zsófia Polgár und Judit Polgár wandten den Zug eine Zeit lang gerne an, gaben ihn aber schließlich auf.
4. e4–e5?! ist ein beliebter Zug, gilt aber nach 4. … d7–d5! als günstig für Schwarz.
4. Sb1–c3 verteidigt den Bauern e4 und wird am häufigsten gespielt. 4. … c7–c6 führt zur Jänisch-Bogoljubov-Verteidigung die als Hauptvariante gilt. Spielbar sind auch 4. … Sb8–c6 und 4. … Lf8–b4, als schlecht gilt dagegen 4. … g7–g5?! das mit 5. h2–h4! beantwortet werden sollte.
- 4. … Lf8–b4 stellt den Versuch dar eine Art Jänisch-Gambit mit vertauschten Farben und einem Tempo weniger zu spielen. Weiß kann nun wählen zwischen 5. e4–e5, 5. Sg1–e2!?, 5. d2–d3?! und 5. Sg1–f3!?.
  - 5. e4–e5 ist der beliebteste Zug. Nach 5. … d7–d5! steht Schwarz besser in den chaotischen Stellungen. Es könnte folgen: 6. Lc4–b3 Sf6–e4 7. Sg1–f3 c7–c6.
  - 5. Sg1–e2 ist ein selten gespielter Zug der von Johansson als gut für Weiß eingestuft wird und auch von Williams empfohlen wird.
  - 5. Sg1–f3 wird in der Theorie empfohlen und auch häufig gespielt. Bobby Fisher spielte diesen Zug gerne. Die meisten schwarzen Züge gelten nun als relativ harmlos für Weiß: Den Bauern e4 sollte Schwarz nicht erobern mittels 5. … Lb4xc3 6. d2xc3 Sf6xe4?! wegen 7. Lc4xf7+! Ke8xf7 8. Dd1–d5+!. Nach 5. … Dd8–e7+ 6. Dd1–e2 steht Weiß besser. 5. … 0–0 6. 0–0
- 4. … Sb8–c6
  - 5. d2–d4 Lf8–b4 leitet über zu einer Variante die üblicherweise nach 3. … Sb8–c6 erreicht wird.
  - 5. Sg1–f3 Lf8–b4

### 3. … Sb8–c6
|   | a | b | c | d | e | f | g | h |   |
| 8 |   |   |   |   |   |   |   |   | 8 |
| 7 |   |   |   |   |   |   |   |   | 7 |
| 6 |   |   |   |   |   |   |   |   | 6 |
| 5 |   |   |   |   |   |   |   |   | 5 |
| 4 |   |   |   |   |   |   |   |   | 4 |
| 3 |   |   |   |   |   |   |   |   | 3 |
| 2 |   |   |   |   |   |   |   |   | 2 |
| 1 |   |   |   |   |   |   |   |   | 1 |
|   | a | b | c | d | e | f | g | h |   |

Stellung nach 3. … Sb8–c6 4. d2–d4 Sg8–f6 5. Sb1–c3 Lf8–b4 6. Sg1–e2
John Shaw empfiehlt 3. … Sb8–c6. Auch Williams und Johansson sehen danach ausgeglichenes Spiel.
4. Sg1–f3 leitet meist über in die Hanstein-Verteidigung des Königsspringergambits was von Williams empfohlen und analysiert wird. Schwarz kann aber auch mit 4. … Lf8–c5!? 5. d2–d4 Sc6xd4!? 6. Sf3xd4 Dd8–h4+ 7. Ke1–f1 d7–d5! ein Gambit wählen das 1887 von Tarrasch eingeführt wurde. Da Schwarz in Fernschach-Partien gut abgeschnitten hat, empfiehlt Mark Nieuweboer 5. Sb1–c3!?
4. d2–d4 Sg8–f6! Andere schwarze Züge führen zu Vorteil für Weiß: Der Läufer f8 kann auf kein sinnvolles Feld entwickelt werden, da er auf b4 durch c2–c3 vertrieben wird, auf d6 nur den Bauern d7 blockiert und auf e7 zu passiv steht. Auf 4. … g7–g5 geschieht 5. h2–h4! und 4. … Dd8–h4+ leitet über in Varianten mit 3. … Dd8–h4+. Johansson erwähnt für Weiß die Fortsetzung 4. … Sg8–f6 5. Lc4–d5!? mit der Idee Schwarz vom Zug …d7–d5 abzuhalten. 5. Sb1–c3 Lf8–b4. Sowohl Johansson als auch Williams empfehlen nun 6. Sg1–e2 was den Bauern e4 anbietet (der Springer c3 deckt nicht, da er gefesselt ist), aber zu aktivem Spiel für Weiß führt.

### Hauptvariante 3. … Sg8–f6 4. Sb1–c3 c7–c6
|   | a | b | c | d | e | f | g | h |   |
| 8 |   |   |   |   |   |   |   |   | 8 |
| 7 |   |   |   |   |   |   |   |   | 7 |
| 6 |   |   |   |   |   |   |   |   | 6 |
| 5 |   |   |   |   |   |   |   |   | 5 |
| 4 |   |   |   |   |   |   |   |   | 4 |
| 3 |   |   |   |   |   |   |   |   | 3 |
| 2 |   |   |   |   |   |   |   |   | 2 |
| 1 |   |   |   |   |   |   |   |   | 1 |
|   | a | b | c | d | e | f | g | h |   |

Die Hauptvariante nach 3. … Sg8–f6 4. Sb1–c3 c7–c6
Die Zugfolge 3. … Sg8–f6 4. Sb1–c3 c7–c6 führt zur Hauptvariante. Sie wird von Johansson als Jänisch-Bogoljubov-Verteidigung bezeichnet ohne nähere Hintergründe. Bekannte Schachgroßmeister waren Carl Ferdinand Jänisch und Efim Bogoljubow. Sie ist in der Praxis eine der beliebtesten und laut Theorie die beste Fortsetzung für Schwarz.
Meist folgen die beiden nächsten Zugfolgen, die Zugumstellung darstellen und zur selben Stellung führen:
- 5. Lc4–b3 d7–d5 6. e4xd5 c7xd5 7. d2–d4
- 5. d2–d4 d7–d5 6. e4xd5 c7xd5 7. Lc4–b3

Siehe Abschnitt "Hauptfortsetzung".

#### Abweichungen von der Hauptfortsetzung
- 5. e4–e5? ist ein häufig gespielter Zug der den Springer f6 angreift. 5. … d7–d5! Stellt den Gegenangriff auf den Läufer c4 dar.
- 5. Dd1–f3 wird in älteren Büchern als Hauptvariante genannt. Spielbar ist nun 5. … Lf8–b4 6. Sg1–e2. Laut Theorie ist der beste Zug jedoch 5. … d7–d5 6. exd5 Lf8–d6

|   | a | b | c | d | e | f | g | h |   |
| 8 |   |   |   |   |   |   |   |   | 8 |
| 7 |   |   |   |   |   |   |   |   | 7 |
| 6 |   |   |   |   |   |   |   |   | 6 |
| 5 |   |   |   |   |   |   |   |   | 5 |
| 4 |   |   |   |   |   |   |   |   | 4 |
| 3 |   |   |   |   |   |   |   |   | 3 |
| 2 |   |   |   |   |   |   |   |   | 2 |
| 1 |   |   |   |   |   |   |   |   | 1 |
|   | a | b | c | d | e | f | g | h |   |

Die Hauptvariante nach 3. … Sg8–f6 4. Sb1–c3 c7–c6 5. Lc4–b3
- 5. Lc4–b3
  - 5. … Dd8–e7 eine sehr selten gespielte Verteidigung. 6. Dd1–e2 d7–d6 7. d2–d4
  - 5. … d7–d5 6. e4xd5
    - 6. … Lc8–g4 mit Angriff auf die weiße Dame. Der Zug wurde erstmals von Jean Luc George, 1987 gespielt und stellt einen selten angewandten, aber ernst zu nehmenden Ausgleichsversuch dar. 7. Sg1–f3
      - 7. … c6xd5 8. d2–d4 Diese Stellung kann auch durch eine spätere Abweichung von der Hauptfortsetzung entstehen. (8. Dd1–e2+ Lf8–e7! führt zu einer vollkommen ausgeglichenen Stellung)
      - 7. … Sf6xd5 8. Sc3xd5 cxd5
      - 7. … Lf8–d6 8. Dd1–e2+! Durch das zurückstellen des Damenschachs würde Schwarz nun ein Tempo verlieren mit … Ld6–e7. 8. … Dd8–e7 9. De2xe7+ Ke8xe7 10. d2–d4

    - 6. … Sf6xd5 7. Sc3xd5 cxd5 und nun 8. d2–d4, 8. Sg1–f3 oder 8. Dd1–h5 was einerseits …Dd8–h4+ verhindert, die Abwesenheit eines Springes auf f6 ausnutzt und auch den Bauern d5 angreift.
    - 6. … cxd5 7. d2–d4 führt zurück zur Hauptfortsetzung

|   | a | b | c | d | e | f | g | h |   |
| 8 |   |   |   |   |   |   |   |   | 8 |
| 7 |   |   |   |   |   |   |   |   | 7 |
| 6 |   |   |   |   |   |   |   |   | 6 |
| 5 |   |   |   |   |   |   |   |   | 5 |
| 4 |   |   |   |   |   |   |   |   | 4 |
| 3 |   |   |   |   |   |   |   |   | 3 |
| 2 |   |   |   |   |   |   |   |   | 2 |
| 1 |   |   |   |   |   |   |   |   | 1 |
|   | a | b | c | d | e | f | g | h |   |

Die Hauptvariante nach 3. … Sg8–f6 4. Sb1–c3 c7–c6 5. d2–d4 Lf8–b4
- 5. d2–d4 war in den 1980er und 1990er Jahren die Hauptfortsetzung. Gespielt wurde der Zug besonders häufig vom finnischen Großmeister Heikki Westerinen. Inzwischen wird er seltener angewandt, da Schwarz bessere Verteidigungen gefunden hat. Größter Nachteil gegenüber 5. Lc4–b3 ist, dass er die Fesselung des Sc3 erlaubt durch … Lf8–b4. Dafür greift nun der weiße Läufer auf c1 den schwarzen, ungedeckten Bauern auf f4 an.
  - 5. … d7–d5 ist ein sehr solider Zug. 6. exd5 cxd5. Nun führt 7. Lc4–b3 zur Hauptfortsetzung, während 7. Lc4–b5+ ein Tempoverlust ist.
  - 5. … Sf6xe4 ist beliebt unter Spielern die auf ein Remis aus sind. Weiß kann jedoch einen kleinen Vorteil behalten 6. Sc3xe4 d7–d5 7. Dd1–e2 Lf8–e7 8. Lc1xf4 0–0 9. Lc4–d3 dxe4 10. De2xe4
  - 5. … Lf8–b4 fesselt den Springer c3 und gilt als bester schwarzer Zug laut Theorie.
    - 6. e4–e5 mit Angriff auf den Springer f6 6. … Sf6–e4 7. Dd1–h5 d7–d5 8. exd6 0–0
    - 6. Sg1–e2 deckt den Springer c3 und greift den Bauern auf f4 an. Der Zug beinhaltet jedoch ein Angebot eines Bauernopfers da der Bauer e4 derzeit nicht gedeckt ist (der Springer auf c3 darf derzeit nicht ziehen wegen der Fesselung). Der Zug 6. Se2 wird sowohl von Johannson als auch von Simon Williams empfohlen.
      - 6. … d7–d5 7. e4xd5 f4–f3. Mit dem letzten Zug akzeptiert Schwarz, dass er den f-Bauern nicht verteidigen kann und gibt ihn zurück, wobei er Weiß zwingt seine Bauernstruktur zu schwächen. Nach 8. g2xf3 ist sowohl der f- als auch der h-Bauer isoliert. Dafür kann Weiß auf der halboffenen g-Linie spielen, die für einen Angriff auf den schwarzen König hilfreicher ist als die ehemals halboffene f-Linie.
      - 6. … 0–0 7. Lc1xf4 Sf6xe4 8. 0–0 verspricht Weiß Entwicklungsvorteile und Angriffsmöglichkeiten am Königsflügel.
      - 6. … Sf6xe4 ist die Annahme des Bauernopfers. 7. 0–0

#### Hauptfortsetzung
|   | a | b | c | d | e | f | g | h |   |
| 8 |   |   |   |   |   |   |   |   | 8 |
| 7 |   |   |   |   |   |   |   |   | 7 |
| 6 |   |   |   |   |   |   |   |   | 6 |
| 5 |   |   |   |   |   |   |   |   | 5 |
| 4 |   |   |   |   |   |   |   |   | 4 |
| 3 |   |   |   |   |   |   |   |   | 3 |
| 2 |   |   |   |   |   |   |   |   | 2 |
| 1 |   |   |   |   |   |   |   |   | 1 |
|   | a | b | c | d | e | f | g | h |   |

Die Hauptvariante nach 3. … Sg8–f6 4. Sb1–c3 c7–c6 5. Lc4–b3 d7–d5 6. e4xd5 c7xd5 7. d2–d4
Die Zugfolgen
- 5. Lc4–b3 d7–d5 6. e4xd5 c7xd5 7. d2–d4 und
- 5. d2–d4 d7–d5 6. e4xd5 c7xd5 7. Lc4–b3

führen zur selben Stellung und bilden die Hauptfortsetzung.
Weiß hat nun Druck gegen den isolierten Bauern d5, der vom Springer c3 und Läufer b3 angegriffen ist. Außerdem hängt der Bauer auf f4, der vom Läufer c1 angegriffen ist. Der Springer g1 kann nun nach f3 oder e2 entwickelt werden. Simon Williams empfiehlt das Feld e2 als Standardaufbau, da dies einerseits die Anzahl der Varianten die Weiß kennen muss reduziert und andererseits den Angriff auf f4 verstärkt, den Springer c3 deckt, insbesondere falls dieser mittels …Lb4 angegriffen wird und blockiert Schachgebote entlang der e-Linie.
Varianten:
- 7. … Sb8–c6 ist ein etwas passiver Zug, aber eine gute Verteidigung. Statt den Bauern auf f4 zu decken, gibt Schwarz den Mehrbauern zurück und entwickelt eine Figur. 8. Lc1xf4

- 7. … Lf8–b4 fesselt den Springer
  - 8. Lc1xf4 gewinnt einfach den Bauern zurück, entwickelt eine Figur und hält den Springer g1 noch zurück, sodass auf …Dd8–e7+ die Antwort Dd1–e2 erfolgen kann, da der Springer g1 zurückschlagen kann. Die Hauptfortsetzung ist nun 8. … 0–0 9. Sg1–f3 (9. Sg1–e2? Lc8–g4!)
    - 9. … Tf8–e8+ 10. Sf3–e5 Sb8–c6 (10. … Sf6–e4? schwächt f7 noch weiter 11. 0–0! und Schwarz hat Probleme) 11. 0–0 Dd8–b6. Nun führt 12. Se5–f3 zu gewöhnlichem Spiel. Stattdessen ist nun ein Scheinopfer möglich: 12. Sc3xd5!? Sf6xd5 13. Lb3xd5 Sc6xd5 14. c2–c3 mit Angriff auf den Läufer b4. Gleichzeitig deckt der letzte Zug den Bauern auf d4 und ermöglicht den Zug Dd1–b3 was den Angriff auf f7 verstärkt. Der angegriffene, schwarze Springer auf e5 kann derzeit nicht wegziehen, da er f7 decken muss. Fall er doch zieht, erlaubt dies Ld5xf7+!
    - 9. … a7–a5
    - 9. … Sf6–e4 10. 0–0 Se4xc3 11. Dd1–d2!

  - 8. Dd1–e2+?! Sf6–e4 ist eher gut für Schwarz, da er den Damentausch vermeiden kann. 8. … Sf6–e4!
  - 8. Sg1–e2 wird von Johannson als guter Zug empfohlen. Er deckt den Springer c3, greift den Bauern f4 und ermöglicht die Rochade. Auch Simon Williams empfiehlt den Zug als einfachsten und besten Zug.
  - 8. Sg1–f3 ist ein beliebter Zug. 8. … 0–0 9. 0–0 Lb4xc3 Schwarz tauscht den Springer c3 ab, da dieser nun die Möglichkeit hat nach e2 zu ziehen, wo er den Bauern f4 angreift, während der Läufer auf b4 keine sinnvolle Aufgabe mehr hätte und mittels c2–c3 vertrieben werden könnte, was anschließendes Lb3–c2 ermöglicht. Der weiße Läufer stünde dann sehr gut. 10. b2xc3. Eine Idee ist es nun die Weiße Dame über e1 auf den Königsflügel zu überführen und dort anzugreifen.

|   | a | b | c | d | e | f | g | h |   |
| 8 |   |   |   |   |   |   |   |   | 8 |
| 7 |   |   |   |   |   |   |   |   | 7 |
| 6 |   |   |   |   |   |   |   |   | 6 |
| 5 |   |   |   |   |   |   |   |   | 5 |
| 4 |   |   |   |   |   |   |   |   | 4 |
| 3 |   |   |   |   |   |   |   |   | 3 |
| 2 |   |   |   |   |   |   |   |   | 2 |
| 1 |   |   |   |   |   |   |   |   | 1 |
|   | a | b | c | d | e | f | g | h |   |

Die Hauptvariante nach 3. … Sg8–f6 4. Sb1–c3 c7–c6 5. Lc4–b3 d7–d5 6. e4xd5 c7xd5 7. d2–d4 Lf8–d6 8. Sg1–e2 0–0
- 7. … Lf8–d6 deckt den Bauern f4.
  - 8. Sg1–e2 war der Lieblingszug von Bobby Fischer, der diesen auch öffentlich verteidigte.
    - 8. … f4–f3 9. gxf3 verschlechtert die weiße Bauernstruktur, gibt Weiß aber die halboffene g-Linie die gute Angriffschancen bietet. Weiß sollte nun die lange Rochade anstreben.
    - 8. … 0–0 (Diagramm)
      - 9. Lc1xf4 war der Zug von Bobby Fischer. In der Praxis erzielt Weiß jedoch schlechte Ergebnisse. 9. … Ld6xf4 10. Se2xf4 Tf8–e8+ 11. Sf4–e2 Weiß hat nun eine gute Position erreicht mit ausgeglichenem Material und aktiven Figuren. Falls Schwarz keine konkreten Drohungen aufstellt, steht Weiß nach der kurzen Rochade klar besser. Der einzige gute Zug für Schwarz ist nun 11. … Sf6–g4 mit der Drohung …Sg4–e3. Fischer analysiert ausführlich den Zug 12. Sc3xd5 während Simon Williams das Qualitätsopfer 12. 0–0 Sg4–e3 13. Dd1–d3 Se3xf1 14. Ta1xf1 empfiehlt.
      - 9. 0–0 ist laut Johannsons Analyse eine gute Alternative die auch von Simon Williams empfohlen wird.
        - 9. … Sb8–c6?! 10. Lc1xf4 Lc8–g4 11. Dd1–d3 mit deutlichem Vorteil für Weiß wegen der aktiveren Figuren.
        - 9. … Lc8–e6 war die Wahl von Garri Kasparow gegen Nigel Short. 10. Dd1–d2! und 10. Dd1–d3! ist nun gut für Weiß. Der Plan des Weißen kann nun Sc3–d1–e3 beinhalten was nach c2–c3 den Zug Lb3–c2 ermöglicht, sodass der Läufer nun gute Angriffschancen bietet.
        - 9. … g7–g5! verteidigt den Bauern f4. Nun sind 10. Sc3xd5 und der Durchbruch am Königsflügel mit 10. h2–h4 h7–h6 11. g2–g3! möglich.

  - 8. Dd1–f3 die Dame steht hier zwar sehr aktiv, Weiß muss jedoch die nächsten Züge sehr genau spielen, um keine Katastrophe zu erleiden. 8. … Lc8–g4 9. Df3–f2!
  - 8. Sg1–f3 wurde erstmals gespielt 1937 vom damaligen Berminghamer Stadtrat und späteren Parlamentsmitglied Julius Silverman gegen Erich Eliskases. In den 1990ern wurde der Zug häufig von Nigel Short angewandt. 8. … 0–0 9. 0–0 Lc8–e6 10. Sf3–g5 Le6–g4!